# 鹅黄灯台报春
鹅黄灯台报春（学名：Primula cockburniana）为报春花科报春花属下的一个种。

## 扩展阅读
維基物種上的相關：鹅黄灯台报春